# Frank Muller
Frank Muller (ur. 10 września 1862 w Wirginii, zm. 19 kwietnia 1917) – amerykański astronom. Pracował w McCormick Observatory razem z Ormondem Stone’em i Francisem Leavenworthem. Odkrył 83 obiekty astronomiczne z katalogu NGC i trzynaście z katalogu IC (głównie galaktyki), prowadził też obserwacje gwiazd podwójnych i komet.